# Tarja Halonen
Tarja Kaarina Halonen (Helsinki, 24 december 1943) is een Finse juriste en politica. Zij was de elfde president van Finland. Zij is lid van de Sociaaldemocratische partij.
In 2000 volgde zij Martti Ahtisaari op als president van Finland. Op 29 januari 2006 werd ze voor een tweede ambtstermijn gekozen. Ze versloeg in de tweede ronde de tegenkandidaat Sauli Niinistö van de Nationale Coalitiepartij met 51,8% van de stemmen.

## Presidentschap
Na haar nipte overwinning in 2000, groeide haar populariteit tot een hoogtepunt in december 2003 van 88%. In de laatste peiling van 12 februari 2006 blijkt dat 74% van de Finnen haar nog steunt.

## Chronologie Halonen
- Lid van de Sociaaldemocratische partij 1971-2000
- Lid van de gemeenteraad van Helsinki 1977–1996
- Lid van het Finse parlement 1979–2000
- Minister van Sociale Zaken en Volksgezondheid 1987–1990
- Minister van Justitie 1990–1991
- Minister van Buitenlandse Zaken 1995–2000
- President van Finland 2000–2012

## Trivia

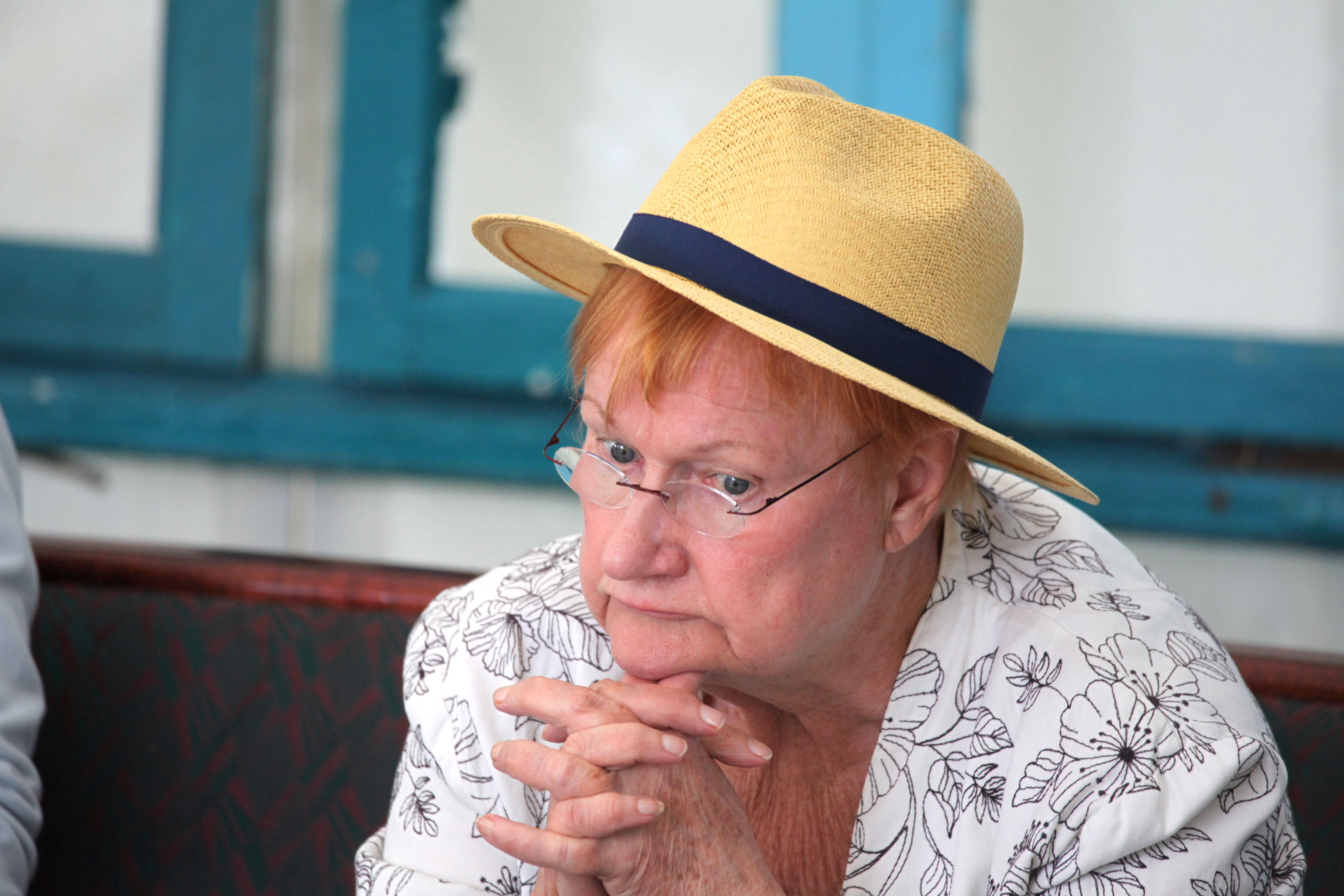
Tarja Halonen (2021)

De Amerikaanse talkshowpresentator Conan O'Brien maakte eind 2005 een grap over zijn fysieke overeenkomsten met Halonen. Zijn show Late Night wordt ook in Finland uitgezonden en O'Brien haalde met zijn vergelijking de Finse kranten. O'Brien steunde sindsdien Halonen in haar herverkiezingscampagne door tijdens zijn show promotiespots uit te zenden.